# Обратный выкуп
Обратный выкуп, или buyback (англ. buy back — обратный выкуп) — выкуп эмитентом собственных акций.
В большинстве случаев выкуп акций компанией считается показателем избытка наличных средств у компании, однако нередко является вынужденной мерой, направленной против падения рыночной стоимости компании. В результате этой операции увеличивается чистая прибыль на акцию, что влечет за собой рост доверия к фирме среди инвесторов и позитивно сказывается на курсовых показателях. Тем более что в условиях сильной конкуренции, если крупная компания имеет достаточно свободных средств, но у нее сейчас нет новых направлений для развития и для вложения своего капитала, инвесторы могут расценивать это как признак стагнации бизнеса и начинают продавать ее акции.
Обратный выкуп акций для их последующего аннулирования позволяет избежать размытия капитала предприятия вследствие эмиссии новых ценных бумаг.
Операции обратного выкупа, как правило, проводятся для того, чтобы:
- избавиться от ликвидности, которую компания считает избыточной,
- изменить структуру капитала,
- получить льготы при исчислении налога на дивиденды,
- снизить риск враждебного поглощения,
- использовать выкупленные акции для оплаты приобретения других компаний,
- передать выкупленные акции сотрудникам компании,
- улучшить соотношение рыночной цены акции и прибыли на одну акцию,
- продемонстрировать финансовое благополучие компании для повышения инвестиционной привлекательности,
- и самый главный побудительный мотив, который может считаться самым рациональным из всех остальных — это получить прибыль от инвестиций в свои акции из-за их недооценки рынком и превышении внутренней стоимости над рыночной стоимостью.

Процедура выкупа эмитентом собственных акций часто рассматривается как средство поддержания стабильности рынка и демонстрации рынку веры руководства в надежность компании. В мировой практике такой способ поддержания активности фондового рынка применяется достаточно часто. Так, после краха фондового рынка США в октябре 1987 года крупнейшие компании объявили о намерении выкупить акций более чем на 9,0 млрд $.
После теракта 11 сентября 2001 года в США были смягчены правила выкупа акций для поддержания фондового рынка (тогда индекс упал более чем на 680 пунктов). Аналогичные шаги в условиях мирового финансового кризиса предприняли власти КНР. В сентябре 2008 года специально созданная государственная комиссия по регулированию рынка ценных бумаг существенно упростила процедуру, связанную с обратным выкупом акций компаний, прошедших листинг на бирже. По новым правилам, для выкупа акций достаточно обнародовать намерение и проинформировать о сделке госкомиссию. При этом отпадает необходимость подавать заявку и добиваться одобрения со стороны регулирующих органов. Данное решение было призвано содействовать стабилизации на фондовом рынке Китая, ощутившем на себе негативные последствия глобального кризиса.
В большинстве стран ставка налога на дивиденды выше, чем ставка налога на прирост капитала. Следовательно, акционерам невыгодно, чтобы компании выплачивали дивиденды. Существуют исследования, доказывающие, что интеграция налогов в модель Модильяни-Миллера приводит к выводу о целесообразности отказа от выплаты дивидендов. Так, Густаво Груллон и Рони Майкелли, исследовавшие выборку из 2735 обратных выкупов акций на открытом рынке в период с 1980 по 2000 год, показали, что из-за превышения ставки налога на дивиденды над ставкой налога на прирост капитала в качестве выплат акционерам могут использоваться не дивиденды, а выкуп акций. Франклин Аллен и Рони Майкелли проводили исследование налогового эффекта при выплате дивидендов на рынке США и получили следующие результаты: выплачивая высокие дивиденды, фирмы снижают свою стоимость при существовании транзакционных издержек и в случае отсутствия возможности полного хеджирования риска.

## Buyback в компаниях топливно-энергетического и сырьевого комплекса
Практика обратных выкупов — особенность больших горнодобывающих, металлургических и нефтяных компаний. Эти корпорации располагают более значительными запасами наличности, чем требуется им для реинвестирования бизнеса.
Buyback является стратегией с высокой отдачей и низким уровнем риска. По данным исследования, проведенного швейцарским банком Credit Suisse в октябре 2010 года, металлургические компании, которые решат в краткосрочной перспективе произвести выкуп своих акций, станут наиболее прибыльными. Они могут рассчитывать на получение дополнительных трех процентов по внутренней ставке дохода в сравнении с теми, кто предпочтет вкладывать в слияния и поглощения (М&A).
Среди новейших примеров активности корпораций в области buyback крупнейшая в мире горнодобывающая компания BHP Billiton. Главный акционер BHP — BlackRock Inc., которому принадлежит 10 % акций горнорудного гиганта, в ноябре 2010 года призвал её осуществить масштабный выкуп собственных акций независимо от результатов сделки по покупке крупнейшего в мире производителя минеральных удобрений Potash Corp. за 39 млрд $..
В середине ноября 2010 года BHP Billiton объявило об отмене своего предложения по покупке акций Potash Corporation и намерении продолжать успешную политику распределения избыточного капитала своим акционерам путём возобновления программы обратного выкупа акций в размере неиспользованного остатка в 4,2 млрд $ из 13,0 млрд $ программы по выкупу, замороженной ранее..
Выкуп собственных акций — устойчивый тренд французской Total, не желающей наращивать инвестиции в той же пропорции, в которой растет её прибыль. Эта политика позволила компании с 2000 года увеличить доходность акций на 11 %.
Крупнейший в мире металлургический концерн ThyssenKrupp осуществил масштабную операцию buyback дважды — летом 2006 года и весной 2008 года. Основная причина выкупа — недооцененность акций. Часть выкупленных акций руководство ThyssenKrupp направило на программу продажу ценных бумаг работникам концерна, другую часть — на стратегическую программу расширения компании.

## Buyback в банковском и телекоммуникационном секторе
В 2007 году предприятия французского банковского рынка осуществили обратный выкуп собственных акций на сумму около 19 млрд евро. В частности, группа BNP Paribas приобрела своих ценных бумаг на сумму 2,1 млрд евро (2,8 % к капиталу), Société Générale — 1,3 млрд. (2,2 % к капиталу).
В 2008 году крупнейшая телекоммуникационная компания Франции France Télécom поставила вопрос о выкупе части своих ценных бумаг, находившихся в собственности государства в размере 6—7 %.

## Buyback в компаниях IT-рынка
Программы выкупа могут длиться по несколько лет. Особенно хорошо это заметно на примере международных IT-гигантов.
Так, например, компания IBM с 1995 года ежегодно выкупает свои акции на 10 млрд $ и не намерена менять свою политику в отношении buy-back-процедур. Компания Microsoft пришла к данной практике позже, но с 2006 по 2010 год уже выкупила с рынка собственных акций на 78 млрд $, затем запустила buyback на 40 млрд долларов, а в сентябре 2013 года объявила о новой бессрочной программе buyback ещё на 40 млрд $, которая должна заменить предыдущий buyback, оканчивающийся 30 сентября 2013.
В октябре 2008 года корпорация Oracle объявила о начале реализации масштабной программы по выкупу своих акций общим объёмом более 9 млрд $; акции будут скупать без определенной программы, руководствуясь текущей рыночной ситуацией и финансовым положением компании.
В марте 2010 года производитель мобильных процессоров Qualcomm сообщил, что планирует провести процедуру обратного выкупа акций на сумму около 3 млрд $.
В июле 2010 года Интернет-гигант Yahoo! объявил о реализации трехлетней программы buyback на общую сумму в 3 млрд $.

## Buyback в России
Рост интереса к инструменту buyback произошел в России во время кризиса 2008 года, когда о выкупе акций объявили сразу четыре крупные компании — «Северсталь», «Вимм-Билль-Данн», «ГМК Норильский никель» и «Sollers».
Одной из крупнейших операций buyback в России считается сделка ОАО «ГМК Норильский никель», проведенная в конце 2008 года, когда компания выкупила собственных обыкновенных акций на общую сумму в 48,4 млрд рублей. «Норильский никель» и ранее выкупал собственные акции: в 2005 году были совершены две сделки по выкупу 5,8 % акций за 21 млрд руб. и 5 % акций за 20 млрд руб.; осенью 2006 года — 3,9 % акций за 26,3 млрд руб.
В 2016 году «Полюс» выкупила собственных акций на сумму 261,675 млрд рублей.
«Лукойл» проводит программу обратного выкупа акций на общую сумму до 3 млрд $ сроком действия с 3 сентября 2018 года по 30 декабря 2022 года.

### Сделки buyback в российском законодательстве
Согласно российскому законодательству, сделка buyback может осуществляться в следующих случаях:
- выкуп обществом по решению общего собрания или совета директоров;
- выкуп обществом в случае уменьшения уставного капитала;
- выкуп по требованию акционера в случае реорганизации общества, совершения крупной сделки, внесения изменения в устав (при условии нарушения прав акционера этими актами, или при его голосовании против принятия этих актов);
- выкуп владельцем, обладающим более чем 95,0 % акций общества, акций у миноритарных акционеров по их требованию;
- предъявление требования выкупа владельцем более чем 95,0 % акций общества акций миноритарным акционерам;
- текущая купля-продажа акций на фондовом рынке.